# Castello di Rosenau
Il castello di Rosenau (Schloss Rosenau in tedesco), è un castello trasformato in una casa di campagna ducale, situato tra le città di Coburgo e Rödental, nell'antico stato storico di Sassonia-Coburgo, ora Baviera, in Germania.
Schloss Rosenau è noto principalmente per essere il luogo dove è nato ed ha trascorso l'infanzia Alberto di Sassonia-Coburgo-Gotha, che divenne principe consorte quando sposò la Regina Vittoria del Regno Unito nel 1840.
Non va confuso con un altro palazzo con lo stesso nome a Waldviertel in Austria.

## Storia
La struttura principale di Rosenau risale al medioevo, fu costruita prima del 1439, quando fu registrata come proprietà dei signori di "Rosenawe".
Per tre secoli la tenuta rimase di proprietà di una famiglia che prese il nome da Rosenau, ma Silvester von Rosenau, un amico di Lutero e Melantone, lasciò in eredità le sue proprietà al figlio gravato da debiti.

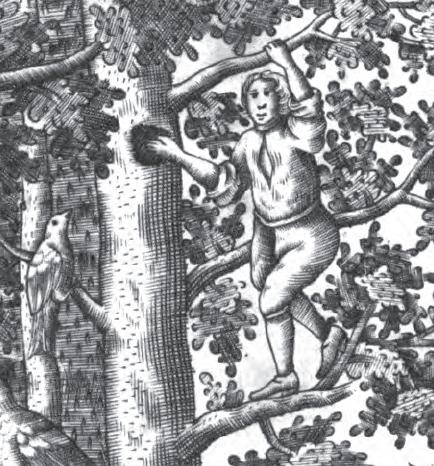
Frontespizio (dettaglio) del libro di Pernau del 1707.

Nel 1704, la famiglia Rosenau vendette infine il castello, come residenza estiva, all'austriaco freiherr Ferdinand Johann Adam von Pernau (1660-1731), che era stato un membro del consiglio privato di Alberto di Sassonia-Coburgo.
Pernau fu un pioniere dello studio del comportamento degli uccelli.
Come esperimento a lungo termine, liberò un gran numero di giovani fringuelli dentro e intorno Rosenau tra il 1704 e il 1720, dopo aver insegnando loro a cantare come prispoloni.
Egli era conosciuto come Freiherr von Pernau zu Rosenau, e la sua pubblicazione più importante, stampata a Coburgo nel 1707, era intitolata Istruzioni sul piacere che si può ottenere da queste creature deliziose, gli uccelli, anche senza catturarli ma solo studiando le loro caratteristiche, domandoli o addestrandoli.

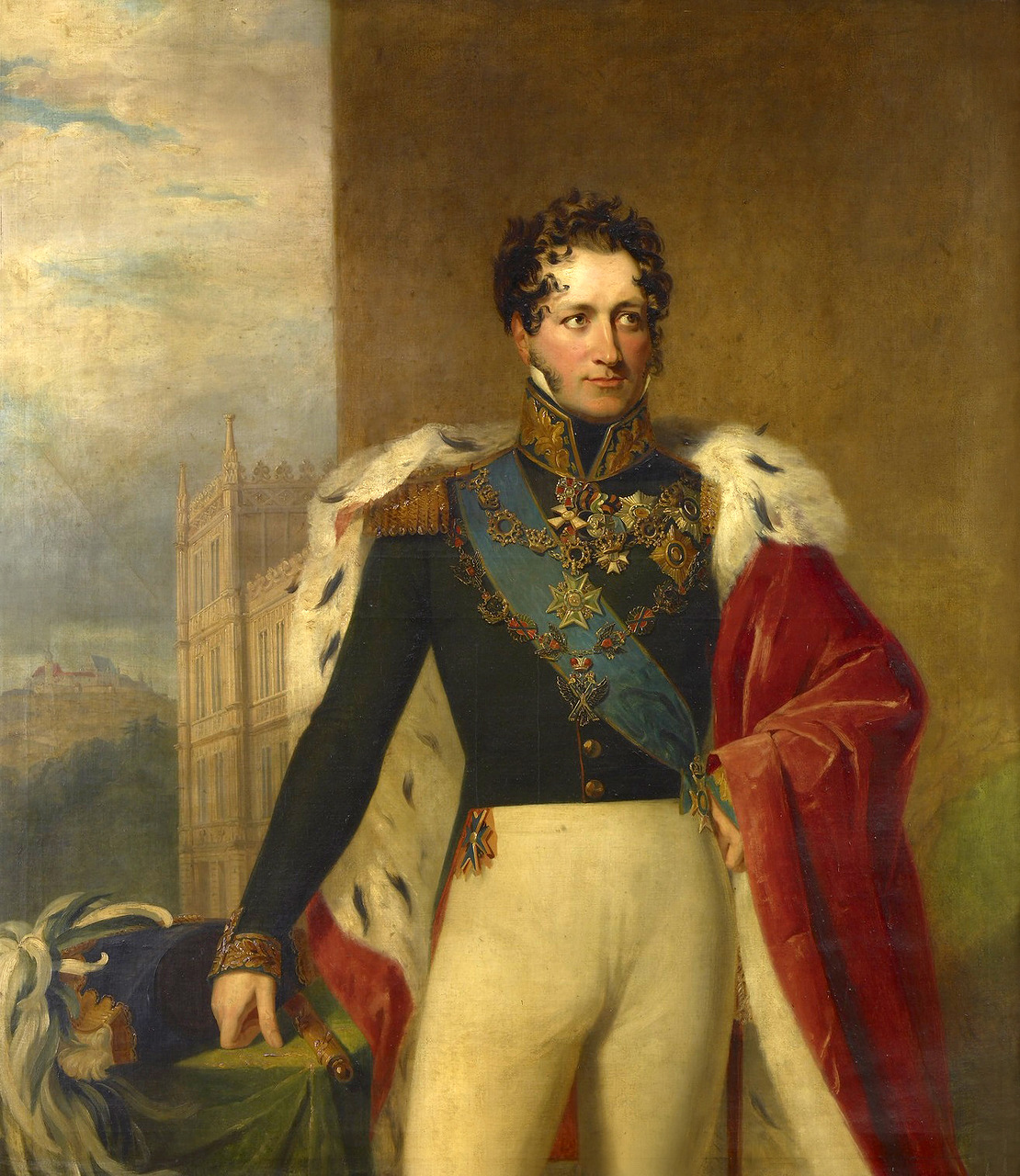
Duca Ernesto I, che visse nel castello nei primi anni del XIX secolo.

Nel 1731, dopo la morte di Pernau, la proprietà fu acquistata da Federico II di Sassonia-Gotha-Altenburg.
A causa dei debiti di un successore, Rosenau uscì dal patrimonio della famiglia, ma nel 1805 Francesco Federico di Sassonia-Coburgo-Saalfeld la ricomprò come residenza estiva per suo figlio ed erede, Ernesto, che in seguito divenne duca di Sassonia-Coburgo-Gotha.
Tra il 1808 e il 1817 l'edificio principale è stato completamente rinnovato e ristrutturato in stile neogotico sotto la supervisione dell'architetto prussiano Karl Friedrich Schinkel.
La sua Marmorsaal (sala dei marmi), così chiamata per le decorazioni in marmo grigio, con le sue tre navate occupa metà del piano terra.
Contemporaneamente alla ristrutturazione del castello, il parco è stato ridisegnato nello stile di un giardino all'inglese.
Nel parco c'è un giardino d'inverno, una "colonna da torneo" meridiana, le rovine di un eremo e specchi d'acqua chiamati il lago dei Cigni e lo stagno del Principe.
A ciascuna estremità di Rosenau, Schinkel aggiunse ghimberghe a gradoni in uno stile gotico primitivo.
Le finestre assunsero una forma gotica più tarda, mentre piccoli balconi e stemmi in pietra furono aggiunti per decorare la facciata principale.
La torre principale, che nel 1700 era stata coperta con una Welsche Haube, simile ad una cupola a forma di cipolla, fu merlata, mentre una torre in rovina fu lasciata in romantici ruderi.
Il 26 agosto 1819, la prima moglie di Ernesto, la principessa Luisa, partorì in casa il principe Alberto di Sassonia-Coburgo-Gotha.
Il 19 settembre 1819 nella Marmorsaal, Alberto fu battezzato nella chiesa evangelica luterana con l'acqua del fiume locale, l'Itz, i suoi padrini furono Francesco II d'Austria, l'ultimo imperatore del Sacro Romano Impero, il Duca di Teschen, il duca di Gotha e sua nonna, Augusta di Sassonia-Coburgo.
Alberto trascorse gli anni della sua fanciullezza a Rosenau.
Nel 1840, divenne il consorte della regina Vittoria del Regno Unito.

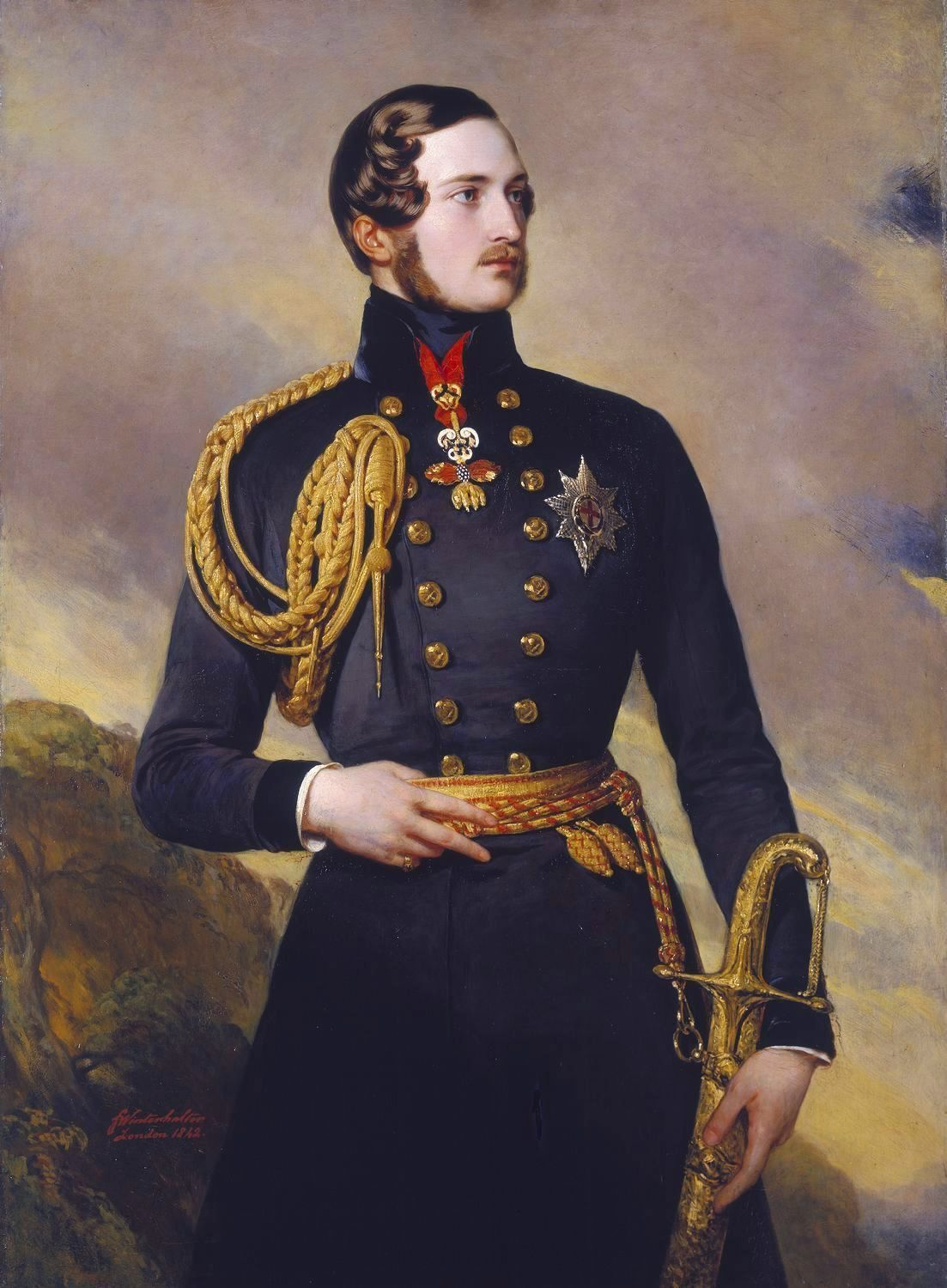
Principe Alberto, nato a Rosenau, dipinto del 1842.

Elizabeth Longford più tardi scrisse delle settimane precedenti la partenza di Alberto per andare a corteggiare Vittoria 
Egli partì con una lettera di raccomandazione del re Leopoldo in tasca e un ultimatum nel suo cuore.»
Durante la prima visita di Vittoria a Coburgo, lei e Alberto dormirono nella camera dove egli era nato a Rosenau.
"Quanta gioia, come eravamo felici! " Vittoria ricordò in seguito.
Lo zarevic di Russia e la sua futura moglie Alice d'Assia e del Reno visitarono il castello nell'aprile 1894, il giorno successivo al loro fidanzamento.
Il duca Alfredo di Sassonia-Coburgo-Gotha, il secondo figlio di Vittoria e Alberto, precedentemente conosciuto come duca di Edimburgo, che era stato secondo nella linea di successione al trono britannico dalla sua nascita nel 1844 fino a quella del Principe Alberto Vittorio nel 1864, fu proprietario di Rosenau e vi morì il 30 luglio 1900.
La duchessa era Marija Aleksandrovna Romanova, figlia di Alessandro II di Russia, che continuò a vivere a Rosenau e che morì nel 1920.
Il 15 luglio 1909, la figlia del duca Alfredo, la principessa Beatrice (1884–1966) sposò Alfonso d'Orléans, con una cerimonia civile nel castello, seguita da una cerimonia religiosa cattolica nella chiesa di Sant'Agostino, a Coburgo e una luterana al castello di Callenberg.
Il 14 novembre 1918, pochi giorni dopo la fine della prima guerra mondiale abdicò l'ultimo duca regnante, Carlo Edoardo, il cui padre era il principe Leopoldo, figlio minore di Vittoria e Alberto.
Il 7 giugno 1919 egli concluse con il neonato Stato libero di Coburgo un accordo di cessione dei suoi possedimenti in Coburgo, ricevendo circa 1 500 000 marchi per circa 4 500 ettari di terra e vari di tesori d'arte e palazzi, tra cui Rosenau.
Tuttavia, fino al 1938 la casa fu affittata alle figlie del duca Alfredo: Maria regina di Romania, Viktoria Feodorovna granduchessa di Russia, Alessandra principessa di Hohenlohe-Langenburg, e la principessa Beatrice, duchessa di Galliera.
Vittoria, imperatrice consorte titolare di Russia e suo figlio Vladimir Kirillovič Romanov (1917-1992), capo della famiglia Romanov e pretendente al trono di Russia, abitarono nel castello negli anni 1920.
Vittoria morì nel 1936 e fu sepolta a Rosenau, dove aveva mantenuto una cappella della Chiesa ortodossa russa allestita per la madre, Marija Aleksandrovna.
Il 7 marzo 1995 i suoi resti furono trasferiti al mausoleo granducale della Fortezza di Pietro e Paolo a San Pietroburgo.
Dal 1941, durante la seconda guerra mondiale, il castello è stato utilizzato come sede per la Arbeitsdienst (Servizio nazionale del lavoro).
Nel 1945, divenne un convalescenziario della Commissione per i Rifugiati e dal 1948 una casa di riposo per più di venti anni.
Il castello rimase vuoto per alcuni anni prima che, nel 1972, il Libero Stato di Baviera lo acquistasse, ormai in cattive condizioni, con l'obiettivo di restaurarlo.

## Attualità
Rosenau è ora affidato all'Amministrazione bavarese di palazzi statali, giardini e laghi, un dicastero del Land della Baviera.
Dal 1990 il castello e il suo parco sono aperti al pubblico e tutte le stanze dei due piani inferiori possono essere visitate; ogni estate c'è un programma di concerti nella Marmorsaal.
Accanto a questa una piccola biblioteca a undici lati, precedentemente utilizzata come cappella ortodossa russa della granduchessa Maria ma ora riconvertita al suo uso originario, è decorata con dipinti de I Viaggi di Thiodolf l'islandese di Friedrich de la Motte Fouqué.
Al piano superiore, le camere principali hanno pareti vivacemente decorate e mobili Biedermeier.
Tra i rimanenti cimeli di famiglia c'è una culla che si dice sia stata del Principe Alberto.
Nel giardino d'inverno è stato aperto un museo del vetro moderno.
Gli eredi della famiglia ducale, ora guidati dal principe Andrea di Sassonia-Coburgo-Gotha, vivono ancora nelle vicinanze, a Schloss Callenberg.

## Note

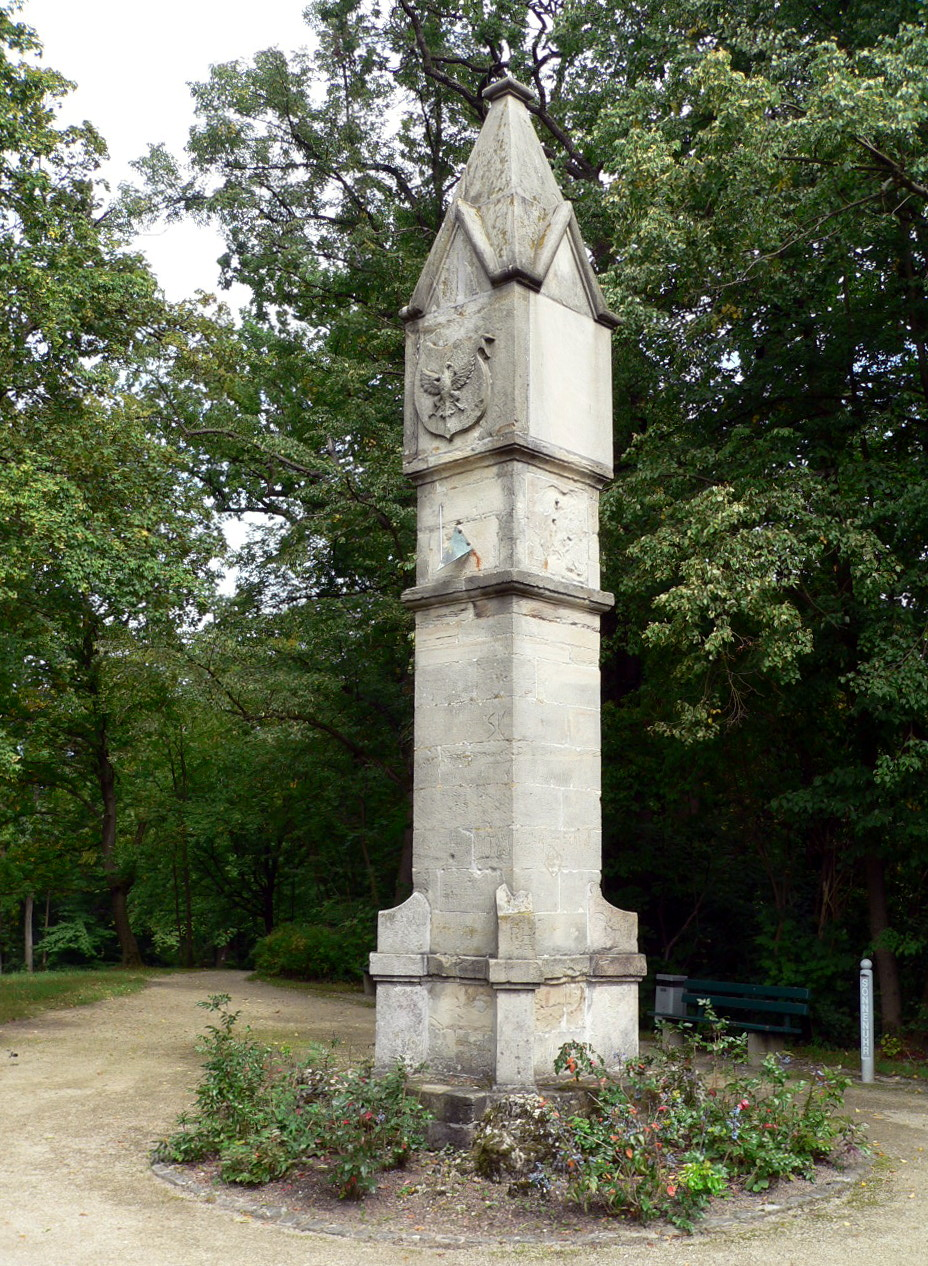
La Turniersäule o Colonna da torneo, meridiana.